# Principii de închinare
În mod tradițional, există două principii opuse de închinare, cu diferiți adepți în creștinism: principiul regulator și principiul normativ.
Principiul regulator de închinare este o doctrină teologică creștină potrivit căreia închinarea publică adusă lui Dumnezeu trebuie să cuprindă acele și numai acele elemente instituite, legiferate sau introduse prin poruncă sau exemplu în Biblie; că Dumnezeu instituie prin Scriptură tot ceea ce cere pentru închinare în biserică și că orice altceva este interzis.
Principiul regulator este de cele mai multe ori pus în contrast cu principiul normativ de închinare, potrivit căruia tot ce nu e interzis în Scriptură este permis în închinare, atâta timp cât este potrivit păcii și unității bisericii. Cu alte cuvinte, orice se face în închinare trebuie să îndeplinească două condiții: să fie în consens cu practica generală a Bisericii și să nu fie interzis în Scriptură.
Principiul normativ de închinare este, în general, abordarea închinării practicată în Bisericile Ortodoxă, Catolică, Luterană, Anglicană și Metodistă. Principiul regulator este practicat mai ales în Bisericile Reformate conservatoare, în Mișcarea Restoraționistă și în alte denominații protestante conservatoare, găsindu-și expresia în documente confesionale cum ar fi Mărturisirea de credință de la Westminster și Mărturisirea de credință baptistă de la Londra.
Unele grupări resping folosirea de instrumente muzicale în închinare pe acest motiv. Asemenea grupări argumentează că nu există exemple de instrumente muzicale în închinare în Noul Testament și că utilizarea în Vechiul Testament a unor instrumente în închinare era legată în mod specific de legile ceremoniale ale Templului din Ierusalim (la fel ca și sistemul de jertfe), acestea nefiind aplicabile în biserică. Mulți din primii calviniști evitau folosirea instrumentelor în biserici, această practică fiind tipică prezbiterienilor și altor Biserici reformate și calviniste. În vremuri mai recente, începând cu secolul XIX, cele mai multe din aceste biserici nu mai exclud instrumentele.
Un nou principiu a fost recent introdus în discuție, principiu ce încearcă să atingă un echilibru între principiile regulator și normativ. Uneori denumit „principiul informat de închinare”, el afirmă că ceea ce este poruncit în Scriptură referitor la închinare este obligatoriu; ceea ce este interzis în Scriptură cu privire la închinare, rămâne interzis; iar ceea ce nu este interzis în Scriptură în această privință, este permis numai dacă poate fi dedus necesar și corect din aplicarea Scripturii.